# Prunier de Damas
Pour les articles homonymes, voir Prunier (homonymie).

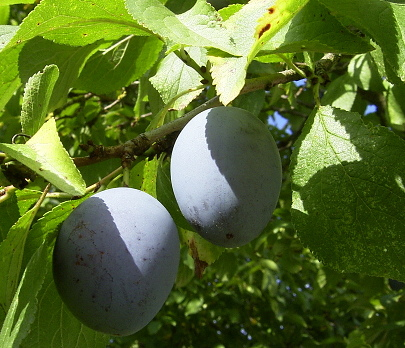
Prunes de Damas.

Le prunier de Damas est un cultivar de prunier.
Il donne des prunes de Damas, prunes de couleur bleu sombre, nommées dans le Tarn-et-Garonne (France) « prunes de Saint-Antonin ». Son fruit, de petit calibre, est sucré et acidulé, se consomme séché ou en confiture. Il sert aussi à confectionner de l'eau-de-vie. 
Cette espèce est source de discorde entre les botanistes. Pour la majorité d'entre eux, il s'agit d'une sous-espèce du prunier européen et ils l'appellent donc Prunus domestica ssp. insititia. Pour d'autres, il s'agit d'une espèce à part entière : Prunus insititia.

## Variétés
De nombreux sous-cultivars de pruniers sont des rameaux du prunier de Damas :
- le mirabellier dont le fruit est la mirabelle
- le damassinier dont le fruit est le damasson
- le quetschier dont le fruit est la quetsche
- le prunier d'Ente
- le prunier Sainte Catherine

## Fruit
Le quetschier devient mature, c'est-à-dire qu'il peut produire des quetsches, entre 3 et 6 ans après la plantation.
Il fructifie, en général, entre mi-août et fin septembre.

## Histoire
La légende raconte que[évasif] les croisés revenant défaits de Damas en Syrie, rapportèrent une variété nommée prunier de Damas. On les critiqua alors, en disant qu'ils étaient allés là-bas « pour des prunes », expression signifiant « pour pas grand chose », voire « pour rien ».
Champlain et les pères Récollets introduisirent le prunier de Damas en Nouvelle-France au XVIIe siècle. Sa culture se répandit en bordure du fleuve Saint-Laurent et depuis cette époque  la mirabelle, la reine-claude, la damas pourpre et la damas jaune y sont très populaires.
En France, c'est le Seigneur de Saffres qui rentrant de croisade rapporta des pruniers dits pruniers jaunes de Sainte-Catherine. On les trouve aujourd'hui encore à Vitteaux.
Près de Vitteaux, le village très ancien de Prenois (dont le nom vient de prune) porte les prunes noires  sur son écusson et possède encore de très vieux pruniers dont on ne sait plus l'age...